# 勧業寮
勧業寮（かんぎょうりょう）は、1874年（明治7年）、内務省に設置された殖産興業を担当する一等寮である。（ブリタニカ小項目辞典では、1873年に設立）1874年に太政官布告第１号によって内務省の行政機構が規定され、内務省は一等寮に勧業を設置、1月10日省務が開始された。
内務省勧業寮は、明治10年（1877年）1月に勧農局となり、さらに明治14年（1881年）農商務省に改編され省庁に昇格した。現在の農林水産省（旧農林省）・経済産業省（旧商工省⇒通商産業省）の源流である。

## 設立の背景
欧米の農業技術の導入と在来農法の発展のため、1870年に民部省勧農局が設立され、1871年に大蔵省勧農寮となったが、財政難により一年で破綻した。業務は租税寮勧農課に引き継がれ、地方にも委託された。国は事業の継続的な必要性を痛感しており、内務省勧農寮設立について議論を進めていく内に、三等寮から二等寮、一等寮に格上げ、農務に加え工商業務も移管され、農工商を総合的に勧奨する機関、内務省勧「業」寮として設立された。